# 1763
سنة 1763 كانت سنة بسيطة تبدأ يوم السبت (الرابط يظهر نموذج التقويم الكامل للسنة) من التقويم الميلادي، و سنة بسيطة تبدأ يوم الأربعاء من التقويم اليولياني.

## أحداث
- تأسيس مدينة أوماناق وتقع حاليا في جرينلاند.
- نهاية حروب كارناتيك في 1763 والتي بدأت في 1746.
- نهاية الحرب الفرنسية والهندية في 1763 والتي بدأت في 1754.
- نهاية حرب السنوات السبع في 15 فبراير 1763 والتي بدأت في 29 أغسطس 1757.
- بداية حرب بونتياك في 1763 والتي انتهت في 1766.
- 24 نوفمبر - الإعلان عن مبرهنة بايز لأول مرة.[1]
- الحرب الروسية الشركسية

## مواليد
- الإمبراطورة جوزفين
- بيير شارلز فيلنوف

## وفيات
- بيتر فورسكول
- أبو سعيد الخادمي
- ماري توفت
- بيير دي ماريفو
- محمد راغب باشا
- جوزيف فرانسوا دوبلكس
- أنطوان فرانسوا بريفو